# ديف غرين (مخرج)
ديف غرين (بالإنجليزية: Dave Green)‏ هو مخرج فيديو موسيقي ‏ ومخرج أمريكي، ولد في 1983 في الولايات المتحدة.

## وصلات خارجية
- الموقع الرسمي
- ديف غرين على موقع IMDb (الإنجليزية)
- ديف غرين على موقع روتن توميتوز (الإنجليزية)
- ديف غرين على موقع قاعدة بيانات الأفلام العربية
- ديف غرين على موقع ألو سيني (الفرنسية)
- ديف غرين على موقع أول موفي (الإنجليزية)
- ديف غرين على موقع بوكس أوفيس موجو (الإنجليزية)
- ديف غرين على موقع قاعدة بيانات الأفلام السويدية (السويدية)
- ديف غرين على موقع قاعدة بيانات الفيلم (الإنجليزية)
- ديف غرين على موقع كينوبويسك (الروسية)